# Краєнкі
Краєнкі (пол. Krajenki) — село в Польщі, у гміні Кенсово Тухольського повіту Куявсько-Поморського воєводства.
У 1975-1998 роках село належало до Бидгощського воєводства.